# Rafael (konstnär)
Rafael (italienska Raffaello, Raffaello Sanzio eller Raffaello Santi), född 28 mars eller 6 april 1483 i Urbino, Italien, död 6 april 1520 i Rom, var en italiensk konstnär och arkitekt under den romerska högrenässansen.

## Biografi

### Tidiga år
Rafael föddes 1483 i Urbino som son till målaren Giovanni Santi (1433–1494) och Magia di Battista Ciarla (död 1491). Fadern kom att bli Rafaels första lärare inom måleri och filosofi. Rafaels födelsedatum är omtvistat; enligt Giorgio Vasari dog Rafael långfredagen den 6 april 1520 - "samma dag som han blev född". Flera av Vasaris uppgifter har dock korrigerats och reviderats av senare konsthistoriker, vilket innebär att osäkerhet råder om Rafaels födelsedatum.
Rafael gick efter faderns död i lära hos Timoteo Viti i hemstaden och hos Perugino i Perugia. Den sistnämnde blev avgörande för hans tidiga verk, och Rafael verkar försöka efterlikna dennes målningar, varför konsthistoriker svårligen kan avgöra vem av dessa två som är upphovsman till vissa verk. I Perugia tillkom bland annat Jungfrun Marie trolovning som man med säkerhet vet att Rafael utfört. Samma år som tavlan målades, 1504, flyttade han till Florens för att där studera verk av Fra Bartolommeo, Leonardo da Vinci och Michelangelo från vilka han utvecklade sin klärobskyrteknik, den så kallade sfumato (då färger och konturer smälter samman och ger en "disig" effekt) och sin dramatiska ansats. Rafael distanserade sig successivt från den umbriska skolans geometriska stelhet. Från Florensåren kommer ett antal skildringar av Madonnan med barnet samt Kristi gravläggning.

### Rafael i Rom
Rafael introducerades 1508 hos påve Julius II av Donato Bramante. Påven imponerades av Rafael och gav honom i uppdrag att dekorera de påvliga privatvåningarna, de så kallade stanzerna (’rummen’), i Apostoliska palatset i Vatikanen. Detta var ett gyllene ögonblick, en kort period av skenbart välstånd, innan Rom skövlades 1527, och Rafael skapade visioner av oöverträffad storhet och frid. Efterföljande påve, Leo X, utsåg Rafael till chefsarkitekt för Peterskyrkan.
Stanza della Segnatura smyckades först. Eftersom rummet ursprungligen var avsett som bibliotek, alluderar dess fresker på de fyra ”fakulteterna” eller humanistiska ämnesgrenarna teologi, filosofi, poesi och juridik, som är personifierade i medaljonger i taket. På ena sidan ägnas väggen åt litteraturen, och där är klassiska och moderna författare samlade runt Apollon och muserna på Parnassen. Filosofin illustreras på en annan vägg i en fresk, som visar gamla grekiska tänkare och vetenskapsmän och som vanligen, om än något felaktigt, brukar kallas Skolan i Athen, där Platon och Aristoteles befinner sig i centrum. Detta förhärligande av det mänskliga förnuftet vetter dock mot den vägg, där teologin representeras av en samling helgon och katolska lärare, kallad Disputà del Sacramento (”Disputation om sakramentet”). Den fjärde väggen är delad i två delar. Civilrätten illustreras där på det fält som gränsar till Skolan i Athen och den kanoniska rätten på fältet bredvid Disputà. På så vis upprätthålls en perfekt balans mellan den kristna humanistiska kulturens olika trådar.
Rafaels måleri utmärks av symmetri, balans och harmoni, i synnerhet i hans framställningar av Jungfru Maria i Jungfru Marie trolovning och Sixtinska madonnan samt i porträtt av adelsdamer, till exempel La Velata. 

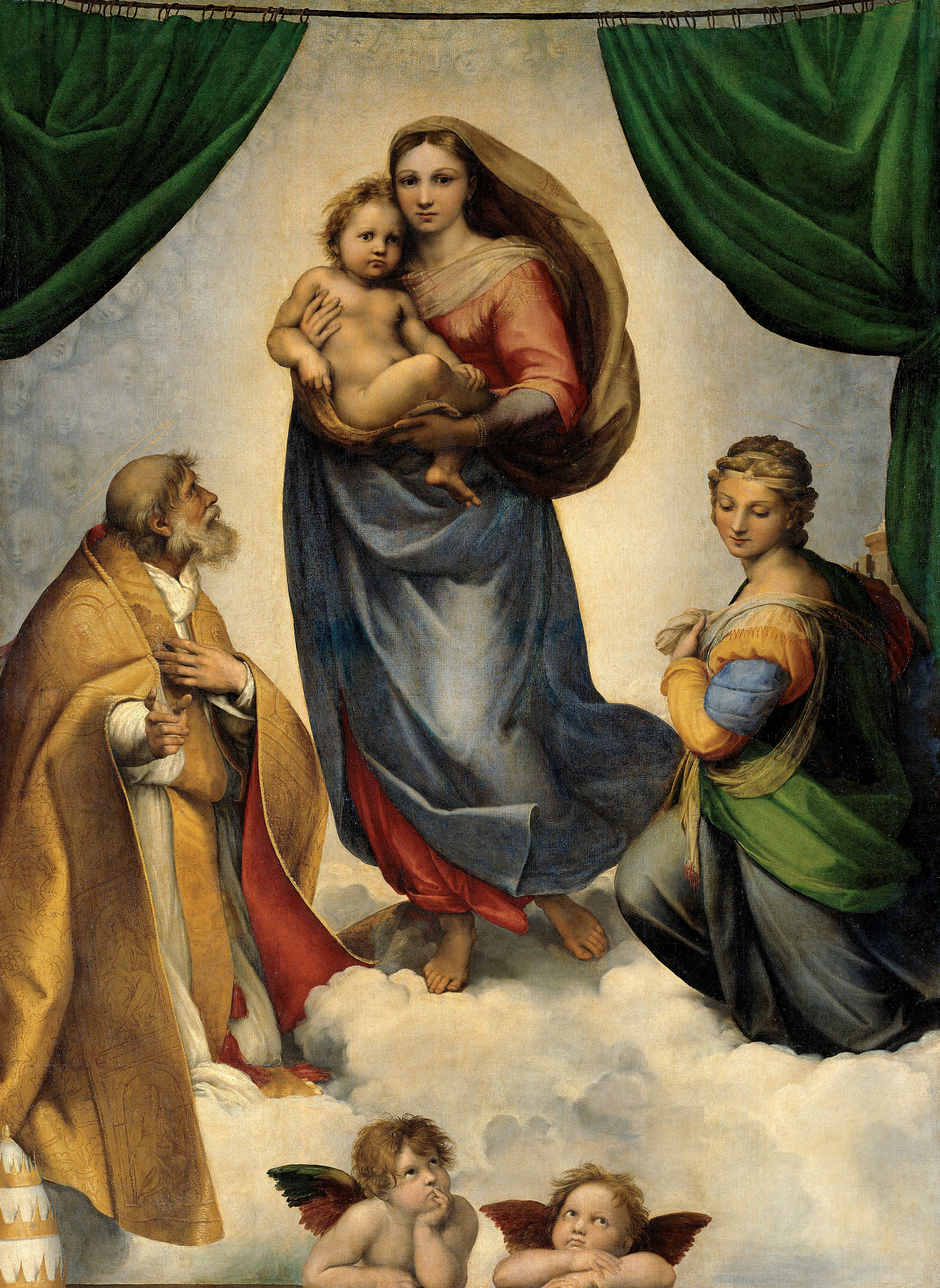
Sixtinska madonnan (1513–1514).
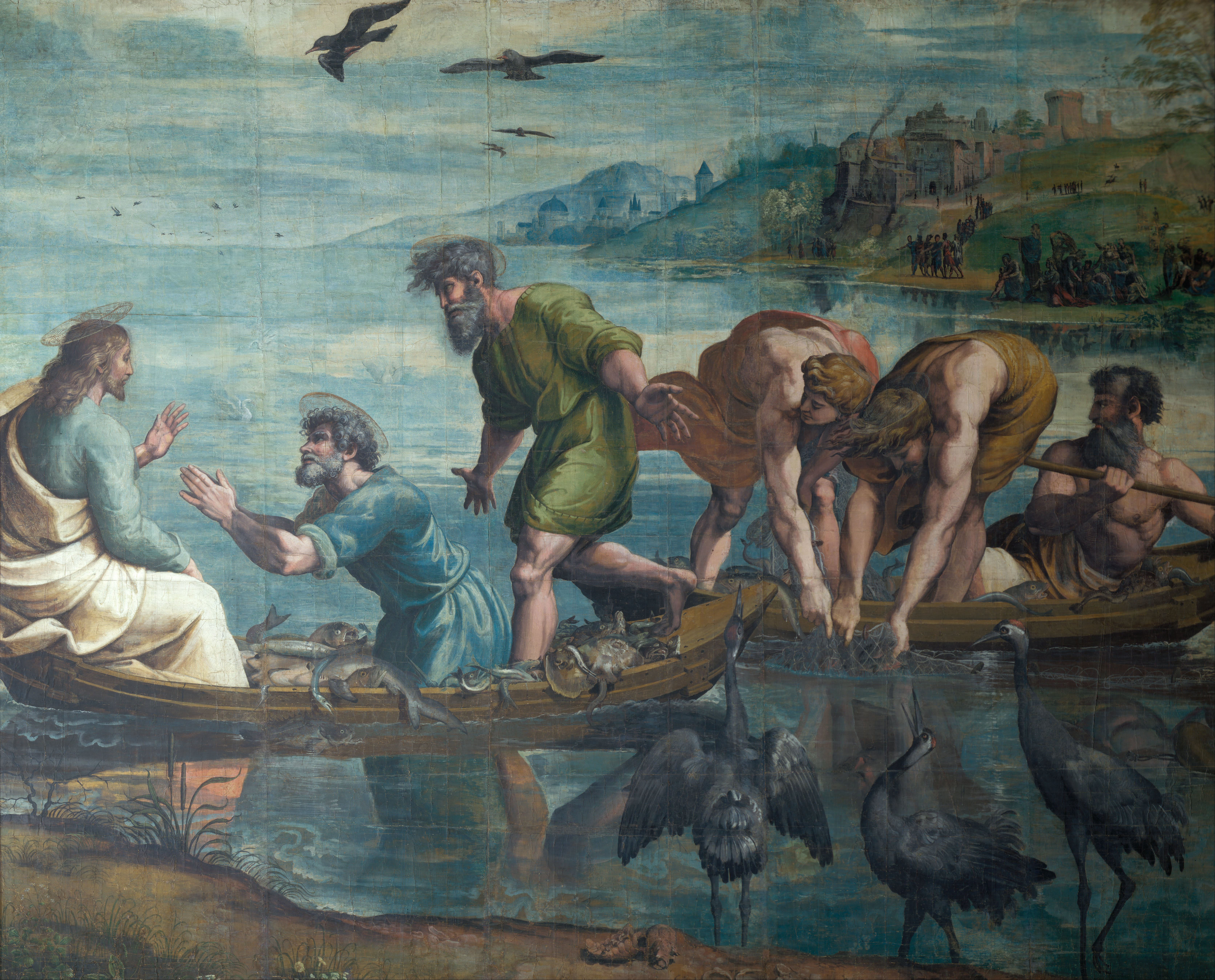
Petri fiskafänge (1515).
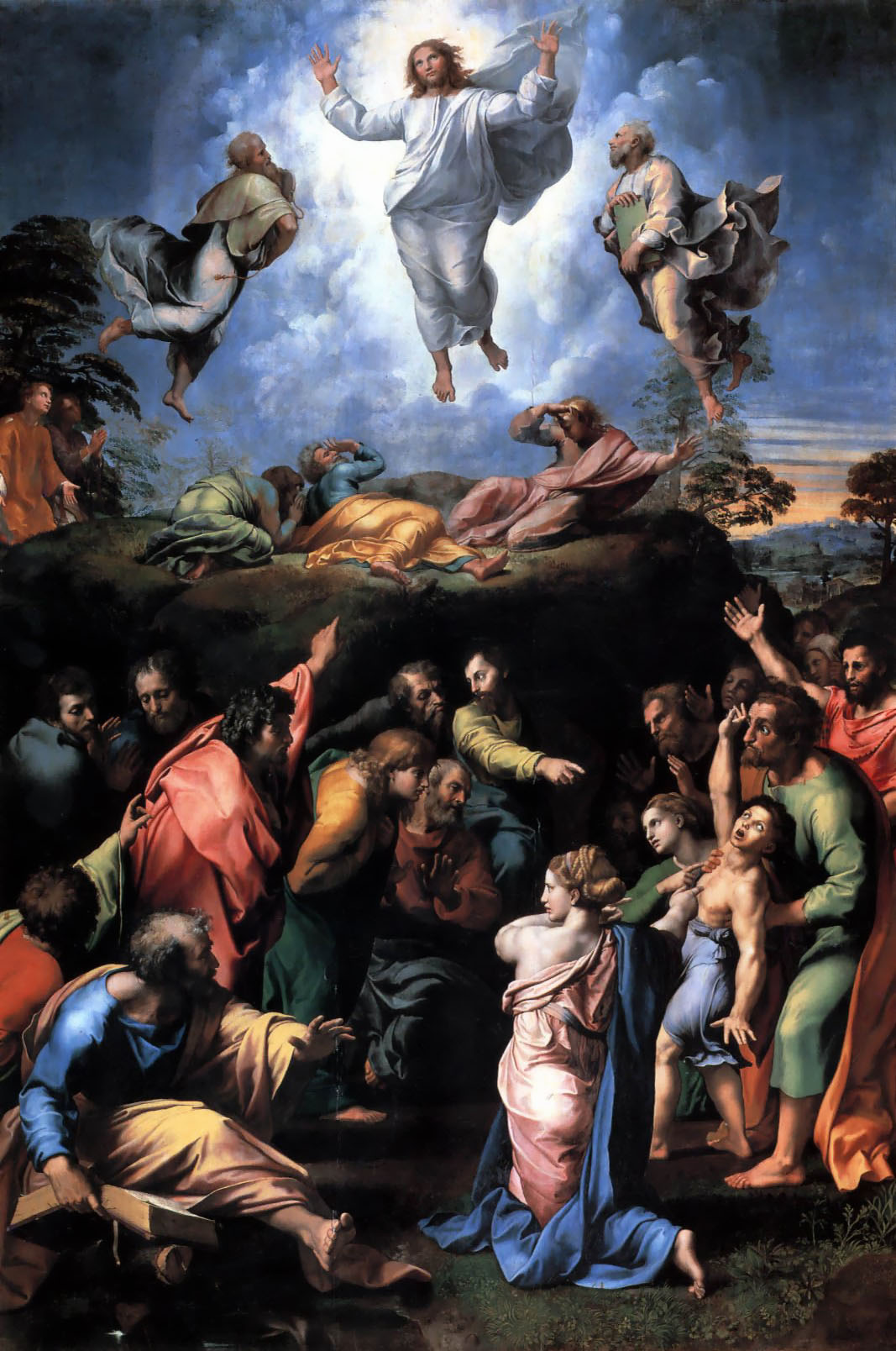
Kristi förklaring (ofullbordad, 1517).
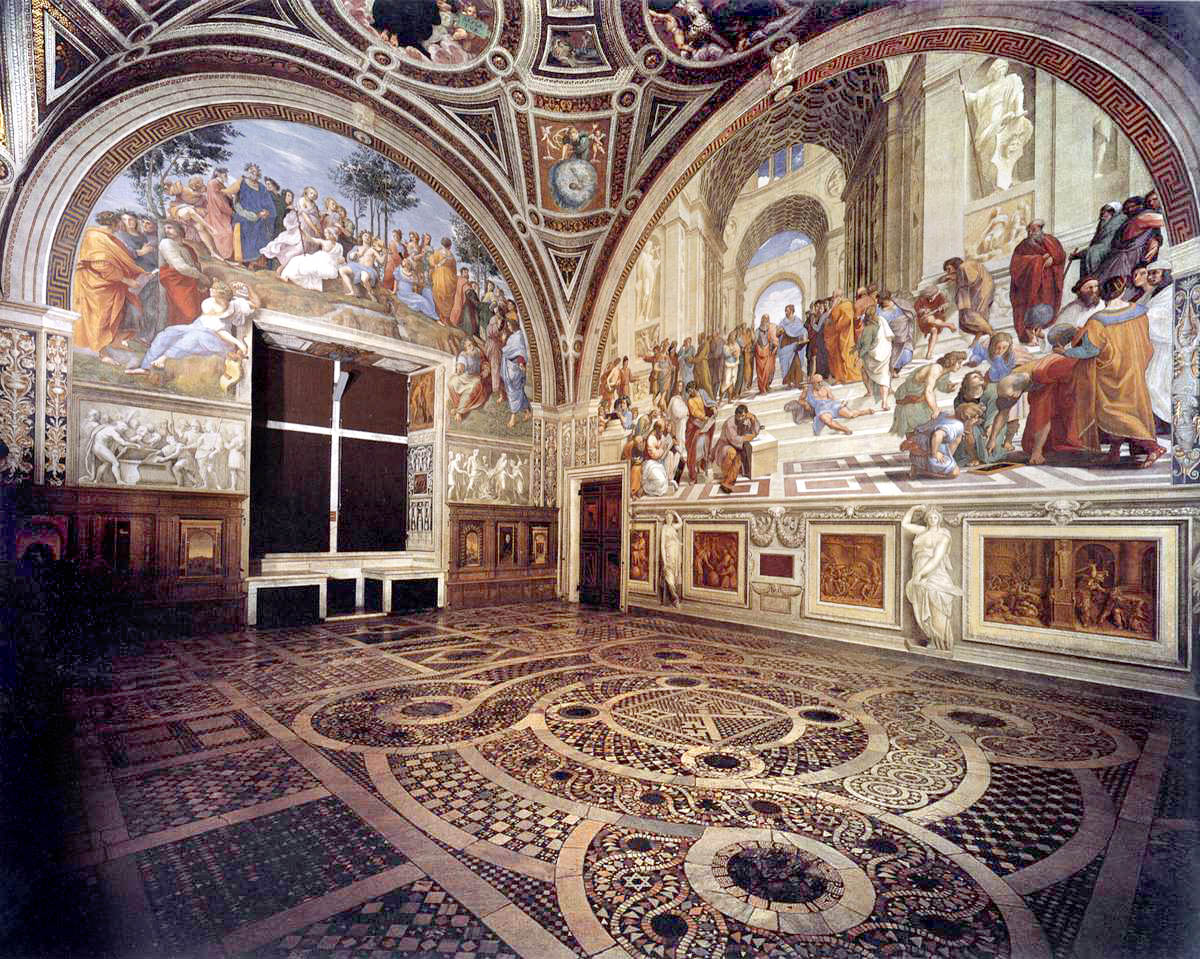
Rafaels stanzer med monumentala fresker.

Av Rafaels verk som arkitekt finns endast få byggnadsverk bevarade, däribland kyrkan Sant'Eligio degli Orefici (1516) mellan Via Giulia och Tibern. Rafaels sista stora arbete, Kristi förklaring (1517), är ett mästerverk med kombination av storslagenhet och mänsklighet. Kontrasten mellan den övre delens rofyllda, i övernaturligt ljus badande gestalter och de oroliga åtbörderna hos människorna, som befinner sig i skuggan nedanför och har blivit vittne till lärjungarnas misslyckade försök att bota en månadsrasande, epileptisk, pojke, förstärker målningens budskap att endast Kristus kan hela världens olyckor.

### Viloplats

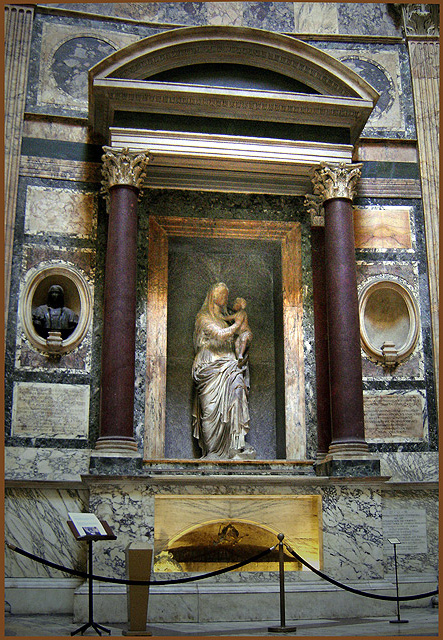
Rafaels grav bakom marmor och glas i Pantheon.

Rafael avled i feber 1520. Han hann under denna tid få sista smörjelsen och ordna ett testamente. Han säkerställde bland annat att hans älskarinna togs om hand av hans tjänare Baviera. Hans begravning var välbesökt av massorna och han fick sitt sista vilorum i Pantheon i Rom. Hans sarkofag är pryd med texten "Ille hic est Raffael, timuit quo sospite vinci, rerum magna parens et moriente mori", ung. Här vilar den berömde Rafael som, under vars levnad Moder Natur fruktade att bli erövrad, och när han var döende, fruktade att hon skulle dö.

## Stil
Rafaels porträttmåleri är finstämt och känsligt. Han fångar väl sina modellers karaktär och hållning, det är inte bara virtuost måleri utan även psykologiskt inträngande porträtt.

## Verkkatalog
- Sankt Sebastian (1501–1502)
- Bebådelsen (1502–1503)
- Jungfru Marie trolovning (1504)
- Sankt Göran och draken (1504–1506)
- Självporträtt (1506)
- Madonnan på ängen (1506)
- Madonnan med steglitsan (1507)
- Kristi gravläggning (1507)
- Sankta Katarina av Alexandria (1508)
- Skolan i Aten (1509)
- Parnassen (1509–1510)
- Disputation om sakramentet (1510–1511)
- Madonnan med det blå diademet (1510–1511)
- Kardinaldygderna (1511)
- Galateas triumf (1511)
- Albamadonnan (1511)
- Folignomadonnan (1511–1512)
- Profeten Jesaja (1511–1512, Sant'Agostino, Rom)
- Porträtt av påve Julius II (1511–1512)
- Mässan i Bolsena (1512)
- Sixtinska madonnan (1513–1514)
- Petrus befrielse ur fängelset (1514)
- Branden i Borgo (1514)
- Sibyllorna (cirka 1514, Santa Maria della Pace, Rom)
- Sankta Cecilia (1514)
- Porträtt av Baldassare Castiglione (1514–1515)
- Damen med slöjan (1516)
- Psykes loggia (1517)
- Kristi förklaring (1517), ursprungligen i San Pietro in Montorio
- Johannes Döparen (cirka 1518)
- Leo X:s loggia (1518–1519)Leo X med kardin
- La Fornarina (1518–1519)
- Porträtt av påven Leo X med kardinalerna Giulio de' Medici och Luigi de' Rossi (1518–1519)
- Slaget vid Pons Milvius (påbörjad 1520)

Rafael är representerad med etsningar och kopparstick vid bland annat Göteborgs konstmuseum, Nationalmuseum i Stockholm och Kalmar konstmuseum.  

### Konstverk

Porträtt och religiösa verk
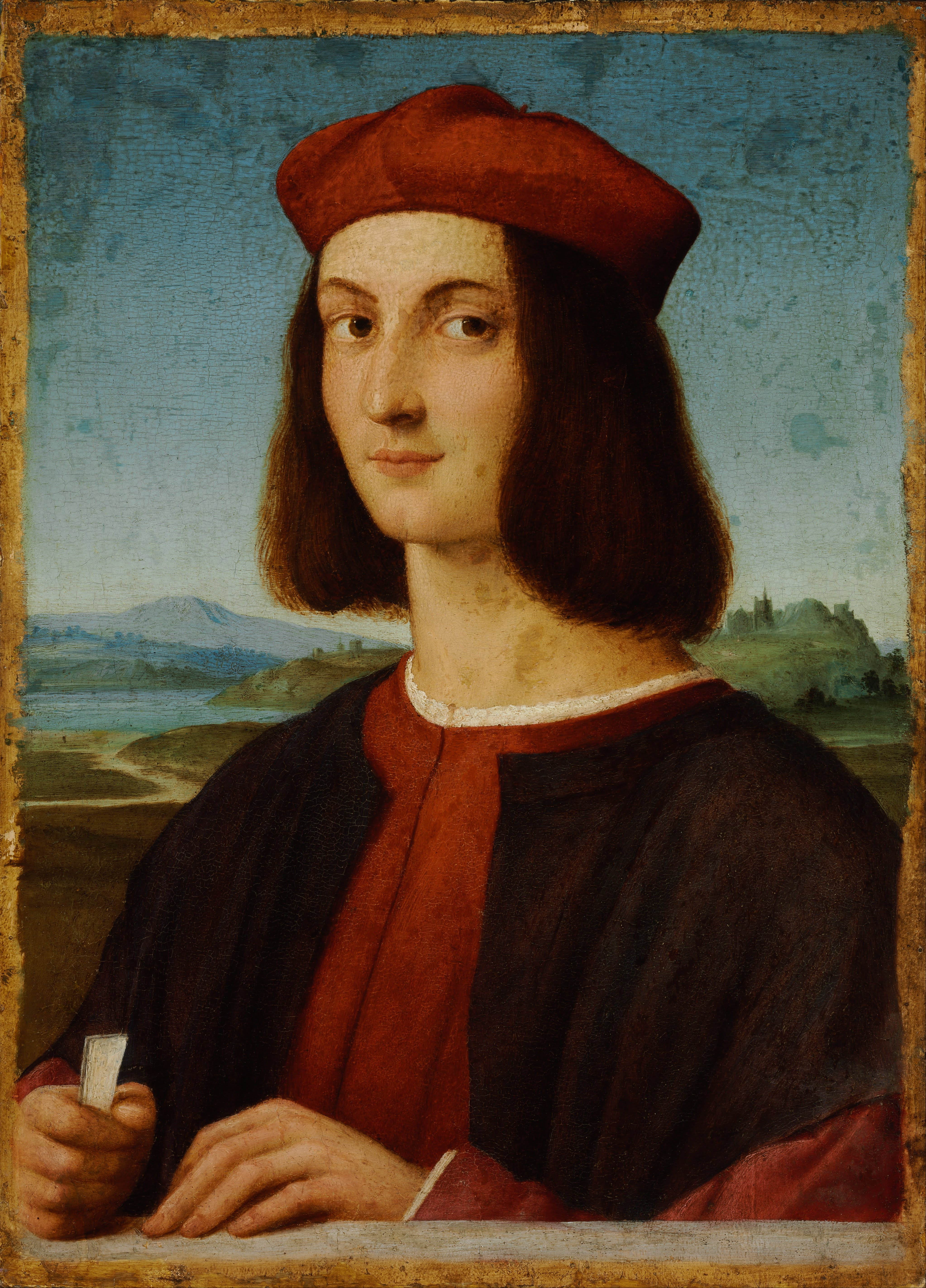
Porträtt av Pietro Bembo (1515).
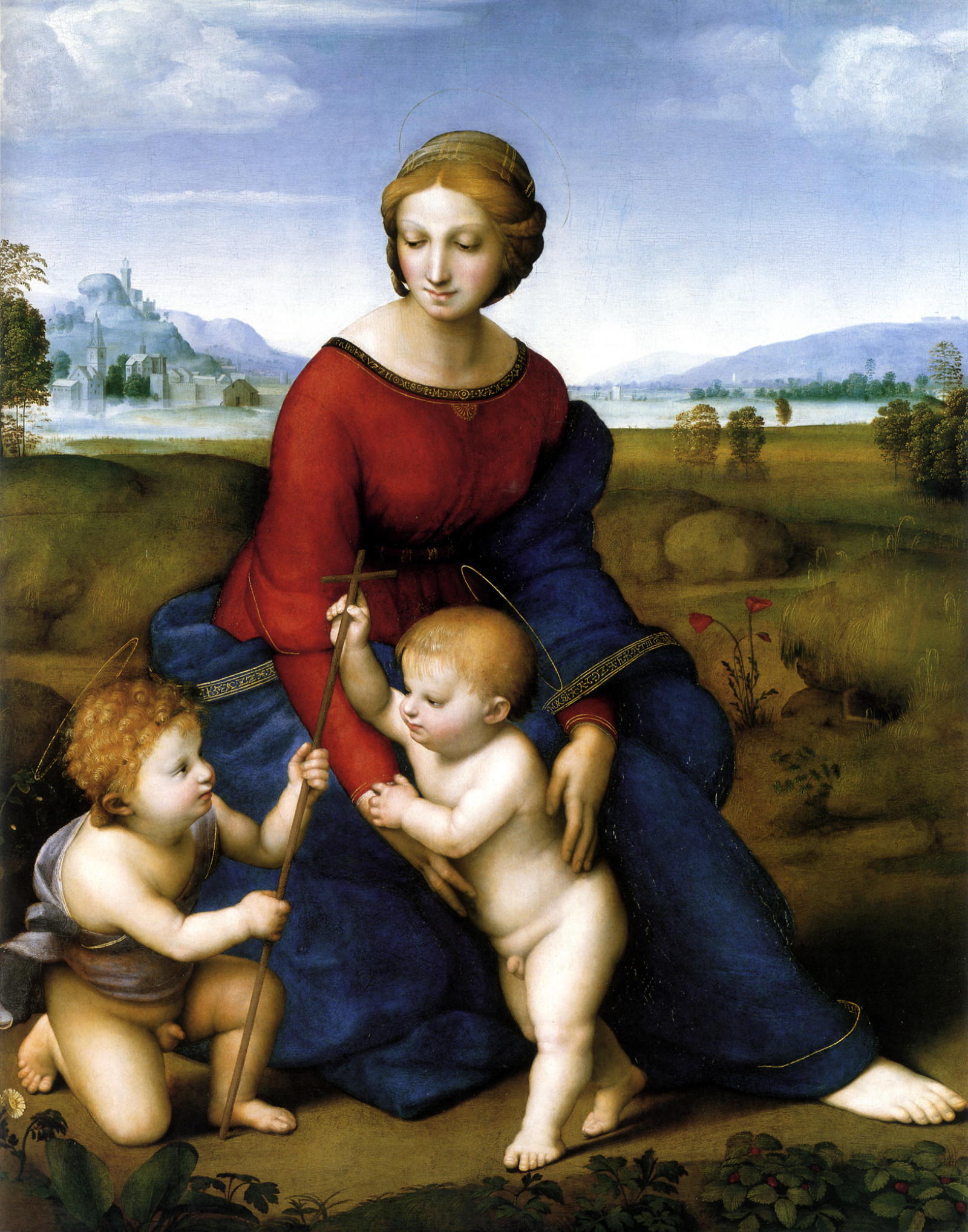
Madonna på ängen (1506).
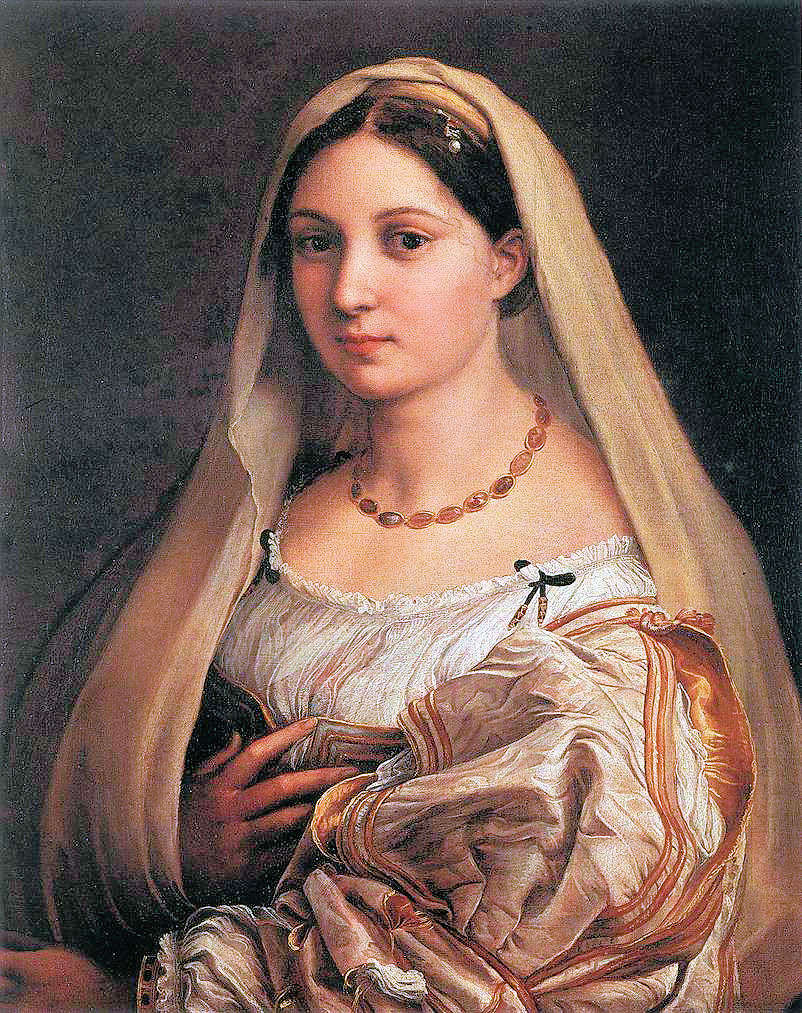
Damen med slöjan (La Donna Velata) (1516).
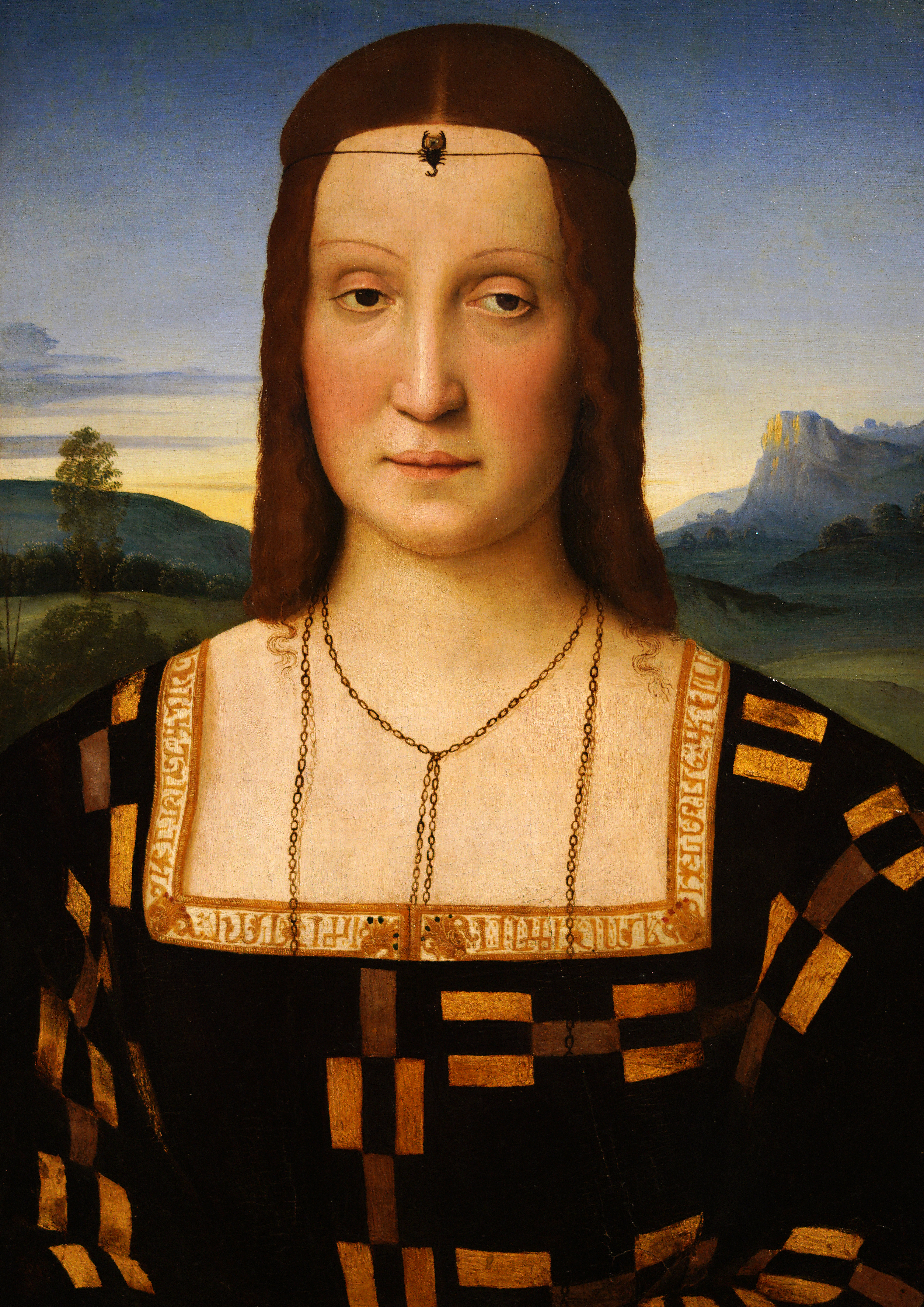
Porträtt av Elisabetta Gonzaga (cirka 1504)
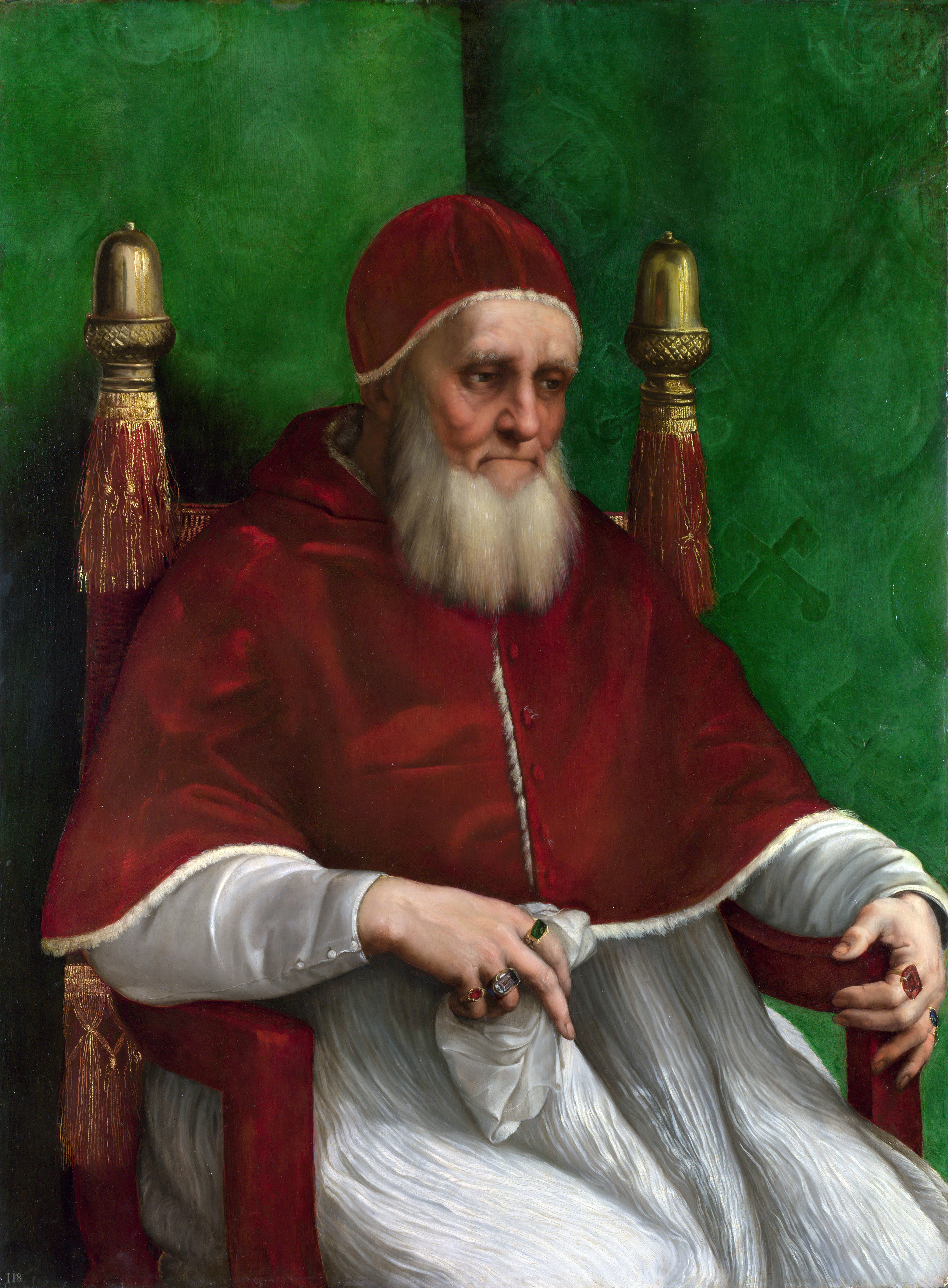
Porträtt av påve Julius II (cirka 1512).
Porträtt av Bindo Altoviti (cirka 1514).
Porträtt av Baldassare Castiglione (cirka 1515).

## Eftermäle
Nedslagskratern Raphael på planeten Merkurius och asteroiden 9957 Raffaellosanti är uppkallade efter Rafael.